# معین‌آباد (تفرش)
مُعین‌آباد یکی از روستاهای دهستان بازرجان بخش مرکزی شهرستان تفرش در استان مرکزی ایران است.
 این روستا در دامنهٔ بلندی در جنوب باختری شهر تفرش واقع شده‌است. معین‌آباد از سوی غرب به روستای زاغَر، از سوی شمال به روستاهای دلارام، دینجرد و قلعه قدس، از سوی خاور به روستای کوهین و از سوی جنوب به روستای سفید شبان مشرف است.
جمعیت این روستا در سال ۱۳۸۵ خورشیدی ۶۳ نفر (۱۹ خانوار) بود.
معین‌آباد از برق و لوله‌کشی آب و گاز برخوردار است. در این روستا یک مدرسه ابتدایی به نام مدرسه دانش وجود دارد.
دانشگاه آزاد اسلامی واحد تفرش در زمین‌های مشرف به معین‌آباد تأسیس شده‌است و از در جاده میدان معلم در تفرش به سوی معین‌آباد قرار دارد.
کارخانه لاوان‌باف، که نخ‌های پلاستیکی و طناب‌های پلاستیکی پلی پروپیلن در قطرهای مختلف تولید می‌کند و آسایشگاه سالمندان نسیبه از دیگر اماکن جاده معین‌آباد هستند.